# یارک گاسیوروسکی
یارک گاسیوروسکی (لهستانی: Gąsiorowski؛ زادهٔ ۱۲ ژانویهٔ ۲۰۰۵) بازیکن فوتبال است.
وی همچنین در تیم‌های ملی فوتبال زیر ۱۷ سال اسپانیا و زیر ۱۹ سال اسپانیا بازی کرده‌است.